# Union von Krewo

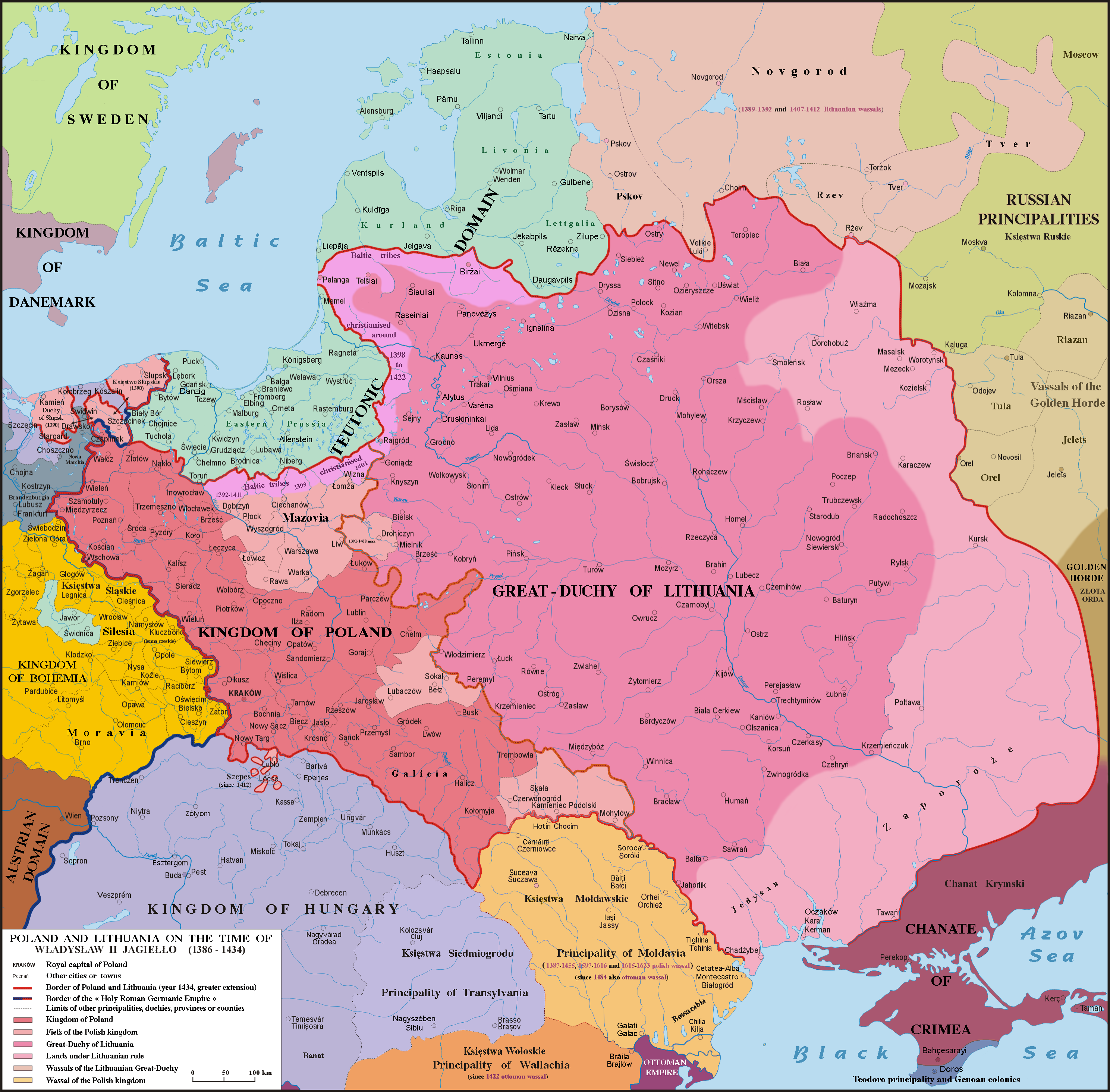
Polen und Litauen 1386–1434

Als Union von Krewo wird die 1385 vereinbarte Personalunion zwischen dem Königreich Polen und dem Großfürstentum Litauen bezeichnet, seit das entsprechende Dokument 1837 entdeckt wurde. Das Schloss Krewo befand sich auf historischem litauischem Territorium, das heutzutage in Belarus liegt und Krewa (belarussisch Крэва) heißt. Der Union von Krewo folgten noch andere Formulierungen der Polnisch-Litauischen Unionen.
Diese Personalunion entstand durch die Heirat des litauischen Großfürsten Jogaila mit der minderjährigen polnischen Königin Hedwig, in deren Folge Jogaila als Władysław II. Jagiełło den polnischen Thron bestieg.
Das Dokument wurde am 14. August 1385 unterzeichnet und enthielt folgende Punkte:
- den Heiratsvertrag
- den Übertritt des heidnischen Jogaila und des litauischen Adels zum katholischen Christentum
- ein Schadenersatz von 200.000 Gulden an Herzog Wilhelm von Österreich, der mit Hedwig bereits verlobt war
- die Rückgabe von litauisch besetzten Gebieten an Polen und die Freilassung christlicher Kriegsgefangener
- die Abtretung der südlichen Gebiete Litauens an die polnische Krone.

Das Resultat war Jogailas Taufe und Krönung 1386. Den christlichen Namen Władysław nahm er zu Ehren des Großvaters seiner Braut, König Władysław I. Ellenlang, dem vorletzten Piasten in königlicher Linie, an. Jagiełło, die polonisierte Version seines Namens, taucht erst in späterer Zeit auf.
Der polnische Adel war schon länger mit der dynastischen Verbindung zu Ungarn unzufrieden, hatte aber mit Litauen gemeinsame Interessen gegenüber dem Deutschen Orden und dem aufsteigenden Großfürstentum Moskau. In der Schlacht von Tannenberg wurde dann der Deutsche Orden vom vereinigten polnisch-litauischen Heer vernichtend geschlagen.
Während Jogaila und Hedwig gemeinsam als gleichrangige Monarchen über Polen herrschten, wurde Litauen allerdings ab 1401 von Jogailas Vetter Vytautas regiert, der eine eigenständige Politik verfolgte unter dem nominellen Supremat des polnischen Königs. Das Verhältnis wurde in einem weiteren Vertrag, der Union von Horodło 1413 formuliert. Auf Jogaila geht die Dynastie der Jagiellonen zurück.
Die in Krewo installierte Personalunion wurde 1569, beim absehbaren Aussterben der Jagiellonen, in der Lubliner Union zu einer Realunion erweitert, die ihren Abschluss in der Schaffung des Staates Polen-Litauen fand.